# Thrakisk religion

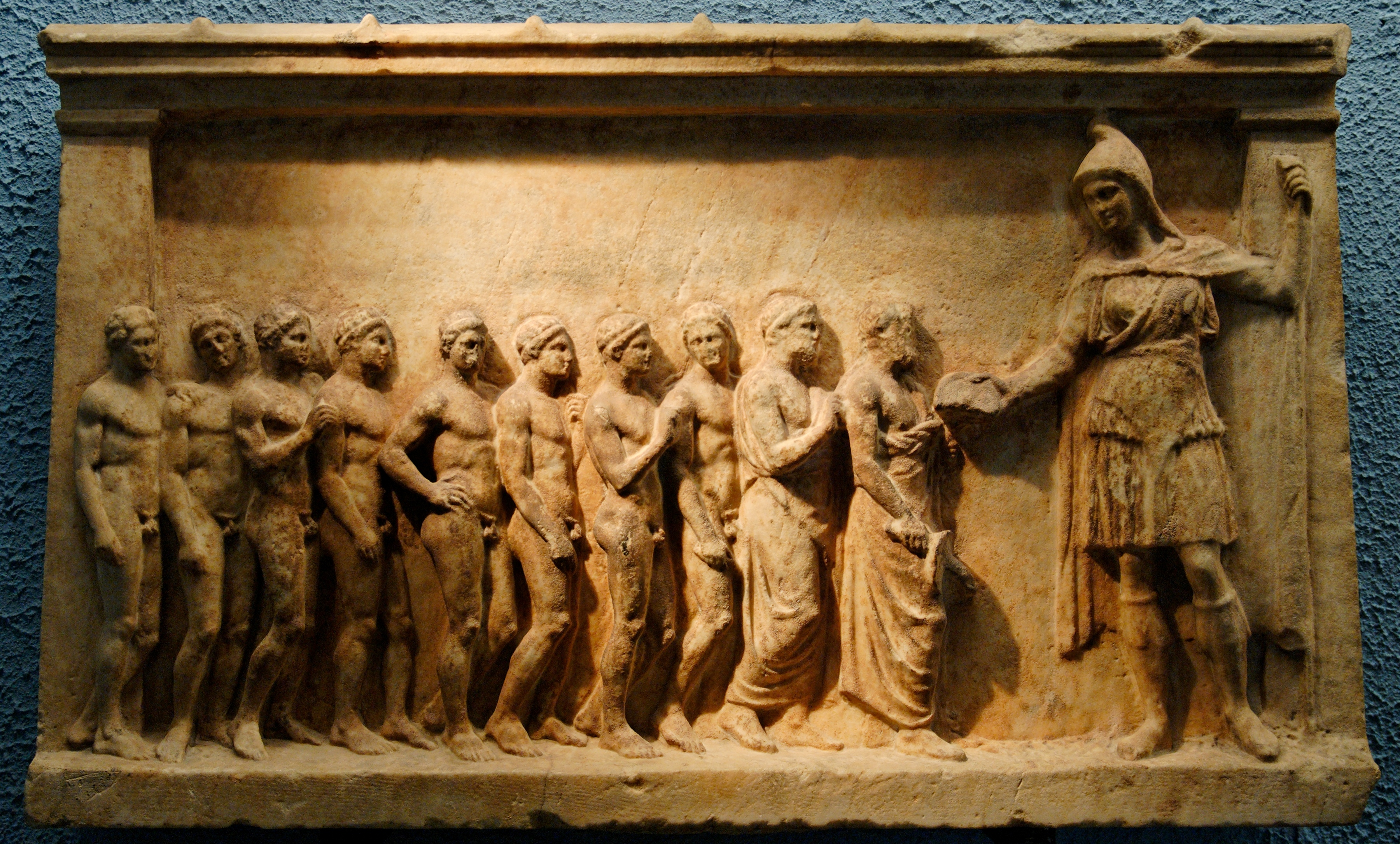
Relief av gudinnan Bendis och hennes mänskliga tillbedjare.

Thrakisk religion syftar på den religion som utövades av thrakerna, en folkgrupp indelad i olika stammar som talade thrakiska och bebodde östra delen av Balkanhalvön under antiken till 600-talet e. Kr., fram till att dessa kristnades på 300-talet.
Den thrakiska religionen är ofullständigt dokumenterad. Åtminstone en del av den tycks ha härstammat från protoindoeuropeisk mytologi, och tillsammans med illyrisk mytologi utgör den också en del av paleobalkansk mytologi. Thrakisk och dakisk mytologi tycks ha varit i grunden samma sak.
Flera thrakiska gudar och sedvänjor är dokumenterade av greker och romare under antiken, även om dessa uppenbart bara utgör en del av thrakisk religion.
Bland de kända delarna av religionen fanns dyrkan av den gudomliga ryttaren, en gud som under olika namn är känd bland thraker från Balkan till Mindre Asien och Centralasien, samt dyrkan av en stor fruktbarhetsgudinna, ofta under namnet Bendis.